# Castianeira luteipes
Castianeira luteipes là một loài nhện trong họ Corinnidae.
Loài này thuộc chi Castianeira. Castianeira luteipes được Cândido Firmino de Mello-Leitão miêu tả năm 1922.